# Джайруд
Джайруд (араб. جيرود‎) — город на юго-западе Сирии, расположенный на территории мухафазы Дамаск. Входит в состав района Эль-Кутайфа.

## История
В ходе проводимых в районе Джайруда археологических раскопок были найдены предметы (микролиты, ножи, скребки и другие каменные орудия), относящиеся к периоду существования Натуфийской культуры.

Во времена Римской империи город был известен как Герода (Geroda). В Итинерарии Антонина Августа Герода упоминается как одна из станций на дороге между Пальмирой и Дамаском. Также город был упомянут в трудах средневекового путешественника, историка и географа Якута аль-Хамави. В период османского владычества в Сирии Джайруд был административным центром нахии.

## Географическое положение
Город находится в северной части мухафазы, на расстоянии приблизительно 45 километров к северо-востоку от Дамаска, административного центра провинции и столицы страны. Абсолютная высота — 809 метров над уровнем моря.

## Демография
По оценочным данным 2013 года численность населения составляла 39 903 человек.
Динамика численности населения города по годам:
| 2003   | 2013   |
| ------ | ------ |
| 31 629 | 39 903 |

## Транспорт
Ближайший аэропорт расположен в городе Дамаск.